# 深圳大学心理学院
深圳大学心理学院成立于2015年，前身为深圳大学师范学院心理学系（成立于2002年）。

## 历史沿革

### 师范学院心理学系
- 2002年，心理学系在深圳大学师范学院成立。
- 2005年，获批应用心理学本科专业[2][3]。
- 2014年，5月，与北京师范大学联合成立脑疾病与认知科学研究中心[4]。

### 心理与社会学院
- 2015年，6月，由师范学院心理学系、法学院社会学系组建深圳大学心理与社会学院，“长江学者”特聘教授、原辽宁师范大学副校长李红教授出任首任院长[5]。
- 2017年，获批心理学本科专业[6]。
- 2018年，3月，获批心理学博士一级学科授权点[7]；6月，获批社会学本科专业，应用心理学和社会工作专业停止招生[8]；7月，脑疾病与认知科学研究中心调整为深圳大学相对独立机构，挂靠在心理与社会学院[4]；9月，学院整体搬迁至后海校区南校区。

### 师范学院（教育学部）心理学院
- 2019年，1月，心理与社会学院调入师范学院（教育学部），更名为心理学院[9]；5月，社会学系回归法学院管理；获批设立心理学博士后科研流动站[10]。
- 2020年，7月，心理学本科专业新设师范方向[11] ，学院内分设基础心理学系、应用心理学系。
- 2021年，1月，深圳大学心理健康教育与咨询中心成立，面向深大师生开展心理服务；6月，心理学本科专业新设卓越班，实行本研一体化培养[12]。

### 心理学院
- 2022年，1月，为理顺师范学院体制机制，心理学院从师范学院（教育学部）拆分，第二次成为深圳大学直属二级学院[13]；3月，神经科学与行为学成为深圳大学第十三个进入ESI全球排名前1%的学科[14]；5月，精神病学与心理学成为深圳大学第十四个进入ESI全球排名前1%的学科[15]。

## 管理团队

### 现任领导
| 院长 - 陈琦 | 党委书记 - 章鲁楠 | 副院长 - 郭田友 | 党委副书记 - 高亮 | 副院长 - 李鹏 |

### 历任领导
- 心理与社会学院院长
  - 2015-2019：李红
- 心理学院院长
  - 2019-2020：谭力海
  - 2020-2023：周永迪
  - 2023-：陈琦

## 专业设置
| 系所                     | 本科专业                | 硕士专业                                                                   | 博士专业           |
| ------------------------ | ----------------------- | -------------------------------------------------------------------------- | ------------------ |
| 基础心理学系             | 心理学 - 卓越班         | 心理学（学术学位） 应用心理（专业学位） 心理健康教育（专业学位，非全日制） | 心理学（学术学位） |
| 应用心理学系             | 心理学 - 心理学         | 心理学（学术学位） 应用心理（专业学位） 心理健康教育（专业学位，非全日制） | 心理学（学术学位） |
| 脑疾病与认知科学研究中心 | 心理学 - 脑与认知科学班 | 心理学（学术学位） 应用心理（专业学位） 心理健康教育（专业学位，非全日制） | 心理学（学术学位） |

## 组织机构

### 系所
- 基础心理学系
- 应用心理学系
- 脑疾病与认知科学研究中心
- 心理健康教育与咨询中心

### 行政办公室
- 党政办公室
- 学生工作办公室

### 科研平台
- 广东省情绪与健康创新团队
- 深圳市情绪与社会认知科学重点实验室
- 深圳大学脑疾病与认知科学研究中心
- 深圳大学脑功能与心理科学研究中心
- 深圳大学儿童发展与健康国际合作联合实验室

### 委员会
- 教授委员会
- 学术委员会
- 教学指导分委员会
- 人力资源委员会
- 学位评定分委员会

### 挂靠学会
- 中国心理学会脑电相关技术专业委员会
- 广东省认知科学学会
- 深圳市心理学会